# John Mogensen
John Mogensen (5 mei 1928 – 10 april 1977) was een Deense singer-songwriter, zanger en pianist.
Mogensen maakte deel uit van het zangkwartet 'Four Jacks' (1956-1963). Vanaf 1971 werd hij bekend als solozanger. Met zijn ruwe stem en open en direct taalgebruik vormde hij een zeldzame link tussen de pop- en folkmuziek. Sommige van zijn liedjes zijn nog steeds bekend, zoals Der er noget galt i Danmark, Så længe jeg lever, en Fut i fejemøjet. Na zijn vroegtijdige overlijden werd Mogensen bijna een cultfiguur: zijn muziek werd opnieuw uitgebracht en er werd een musical gemaakt over zijn leven.

## Discografie
- 1971: John Mogensen
- 1971: Stop En Halv
- 1973: John
- 1975: Taurus
- 1977: Nordstjernen
- 1994: Der er noget galt i Danmark
- 2014: Hvad er der så mer?? - De allerbedste

- Gemeinsame Normdatei: 131861492
- International Standard Name Identifier: 0000 0003 7191 0450
- MusicBrainz: f9831636-7bb5-40e2-80f9-553016151850
- Virtual International Authority File: 48149294444780522844